# Municipio Marcano
Marcano es uno de los 11 municipios que integran el estado Nueva Esparta y está ubicado al norte de la Isla de Margarita. Tiene una población de 42 469 habitantes (censo 2001) un 7,6 % del total de habitantes del estado. Su capital Juan Griego, es el poblado más septentrional de Venezuela. 
La vida comercial del municipio es muy activa por la existencia del decreto de "Puerto Libre", el turismo y la posición de Juan Griego como segundo puerto del estado Nueva Esparta. Tiene una superficie de 43 km².
Otros centros poblados que conforman este municipio, son los pueblos y caseríos tales como; Los Millanes, Las Cabreras, Pedregales, Vicuña, entre otros.

## Historia
El municipio desde el 23 de febrero de 1875, lleva su nombre por Gaspar Marcano, prócer de la independencia y nativo de la localidad San Juan Bautista.
Según algunas fuente para 1593, el procurador de la isla al servicio de la Corona española menciona el puerto de Juan Griego.
La ciudad comenzó a cobrar importancia en el año 1811, primer año de la Guerra de Independencia de Venezuela, cuando fue habilitada como puerto y la Junta Provincial de Margarita inició la construcción de una batería para protegerlo militarmente. Dicha batería recibió el nombre de Libertad en lo alto de una colina, avistando a la Bahía de La Galera y el poblado de Juan Griego. El fuerte fue convertido en cuartel militar por el general realista Pablo Morillo al invadir la isla de Margarita  en 1815.

## Economía
Entre las principales actividades están la pesquera y el turismo, aunque en menor proporción a otras localidades de la Isla de Margarita.

## Símbolos
La bandera del municipio fue hecha por Bera Bauza en 2001.

## Cultura

### Festividades
En Juan Griego se suele realizar el carnaval, con carrozas, comparsas y trajes individuales.

## Sitios de interés
- El Fortín de La Galera en Juan Griego.[6]

- La Laguna de Los Mártires.

## Política y Gobierno

### Alcaldes
| Período     | Alcalde                | Partido político / Alianza | % de votos | Notas |
| ----------- | ---------------------- | -------------------------- | ---------- | --- |
| 1989 - 1992 | César Augusto González | MEP/COPEI                  | 56,16      | Primer alcalde bajó elecciones directas                                                                                |
| 1992 - 1995 | Freddy Lugo            | AD                         | 50,92      | Segundo alcalde bajó elecciones directas                                                                               |
| 1995 - 2000 | Freddy Lugo            | AD                         | -          | Reelecto (se realizaron elecciones generales adelantadas en el 2000 debido a la aprobación de la Constitución de 1999) |
| 2000 - 2004 | José Ramón Díaz        | AD                         |            | |
| 2004 - 2008 | José Ramón Díaz        | AD                         | 61,48      | Reelecto |
| 2008 - 2013 | Ibrain Velásquez       | PSUV                       | 50,55      | Cuarto alcalde bajo elecciones directas (se postergan 1 año las elecciones municipales pautadas para finales del 2012) |
| 2013 - 2017 | José Ramón Díaz        | AD/MUD                     | 54,61      | Quinto alcalde bajo elecciones directas                                                                                |
| 2017 - 2021 | Karina Aguilera        | PSUV                       | 52.85      | Sexta alcaldesa bajo elecciones directas                                                                               |
| 2021 - 2025 | Yul Armas              | PSUV                       | 39,72      | Séptimo alcalde bajo elecciones directas                                                                               |

### Concejo municipal
Período 1989 - 1992
| Concejales:             | Partido político / Alianza |
| ----------------------- | -------------------------- |
| Freddy Lugo             | AD                         |
| Julian Andarcia Salazar | AD                         |
| Jesús Andarcia Salazar  | AD                         |
| Amable Marcano          | MEP                        |
| Ibrahim Velásquez       | MEP                        |
| Juan Marín              | COPEI                      |
| Nikmal Hamzeh El Contar | MDM                        |

Período 1992 - 1995
| Concejales:            | Partido político / Alianza |
| ---------------------- | -------------------------- |
| José Rodríguez         | AD                         |
| Jesús Andarcia Salazar | AD                         |
| Luis González          | AD                         |
| José Ramón Díaz        | AD                         |
| Jesús Millán           | AD                         |
| Francisco Hamzeh       | COPEI                      |
| Carlos Rodríguez       | MEP                        |

Período 1995 - 2000
| Concejales:           | Partido político / Alianza |
| --------------------- | -------------------------- |
| José Rodríguez        | AD                         |
| Jesus Andaría Salazar | AD                         |
| José Ramón Díaz       | AD                         |
| Marcelino Marcano     | AD                         |
| Felipe Lugo           | COPEI                      |
| Juan José González    | COPEI                      |
| Luis Pacheco          | GE                         |

Período 2000 - 2005
| Concejales:             | Partido político / Alianza |
| ----------------------- | -------------------------- |
| José Luis Andaría       | AD                         |
| Francisco Rojas         | AD                         |
| Marcelino Marcano       | AD                         |
| Julian Andarcia Salazar | MRA                        |
| Rodolfo Rodríguez       | GE                         |
| Nelson Muñoz            | MAS                        |
| Jose Ramon Velásquez    | MVR                        |

Período 2005 - 2013
| Concejales:             | Partido político / Alianza |
| ----------------------- | -------------------------- |
| Pedro Mata              | AD                         |
| Marcelino Marcano       | AD                         |
| Julian Andarcia Salazar | AD                         |
| Pedro Alfonzo           | MVR                        |
| Norma Alteaga           | MVR                        |
| Jose Ramon Velásquez    | MVR                        |
| Juan José González      | COPEI                      |

Período 2013 - 2018:
| Concejales           | Partido político / Alianza |
| -------------------- | -------------------------- |
| Adelfono Hernández   | MUD                        |
| Ángel Mata           | MUD                        |
| Gustavo Andarcia     | MUD                        |
| Juan Marín           | MUD                        |
| Marcelino Marcano    | MUD                        |
| Pablo Mata           | MUD                        |
| José Ramon Velásquez | PSUV                       |

Período 2018 - 2021
| Concejales         | Partido político / Alianza |
| ------------------ | -------------------------- |
| Nelson Muñoz       | PSUV                       |
| Alvaro Gutiérrez   | PSUV                       |
| Raimundo Díaz      | PSUV                       |
| Anderson Millan    | PSUV                       |
| Alexsandra Marcano | PSUV                       |
| Alberto Rivera     | PSUV                       |
| Maria Godoy        | PSUV                       |

Período 2021 - 2025
| Concejales                   | Partido político / Alianza |
| ---------------------------- | -------------------------- |
| DiosFrank Gutiérrez Frontado | PSUV                       |
| Mayra Flores                 | PSUV                       |
| José Moya                    | PSUV                       |
| Anderson Millán              | PSUV                       |
| José Velásquez               | PSUV                       |
| Pablo Mata                   | MUD                        |
| Roselys Cabrera              | MUD                        |